# Ľudovít Knappek
Ľudovít Knappek (Ludevít; Szentgyörgy, 1906. december 2. - Pozsony, 1983. december 4.) szlovák jogász, jogászprofesszor.

## Élete
1924-1929 között a pozsonyi Comenius Egyetem Jogi Karán tanult, majd 1929-1945 között az egyetem munkatársa. 1939-től professzor lett és az egyházjogi szeminárium, majd tanszék igazgatója. 1940-1942 és 1944-1945 között dékán, 1942-1944 között dékán helyettes.
Elsősorban az állam és az egyház kapcsolatával, egyházjoggal és szlovákiai egyháztörténelemmel foglalkozott, beleértve a 20. századi változásokat is. A Szlovák Állam támogatója, 1941-től a szlovák diákság vezető személyisége. A Hlinka Párt központi bíróságának tagja, a szlovák parlament és kormány jogi tanácsadója. A második világháború után tiltólistára került. 1945-1958 a kerámiagyártás területén dolgozott mint vezető jogász, majd 1958-1963 mérnöki területen, 1963-1976 között pedig a pozsonyi Szlovák lakószövetkezetnél.
A Právny obzor és a Politika a Všehrd folyóiratok szerkesztője volt. Több szlovákiai szakmai szervezet tagja volt, például Učená spoločnosť Šafárikova, Slovenská učená spoločnosť.

## Művei
- 1930 Konkordát pruský
- 1934 Obsadzovanie uhorských biskupstiev od X. do konca XIV. stor. so zvláštnym zreteľom na pápežské rezerváty a na postavenie uhorských kráľov
- 1936 Cirkevná organizácia na Slovensku v stredoveku
- 1938 O niektorých problémoch starších dejín Slovenska